# Душенько, Францишек

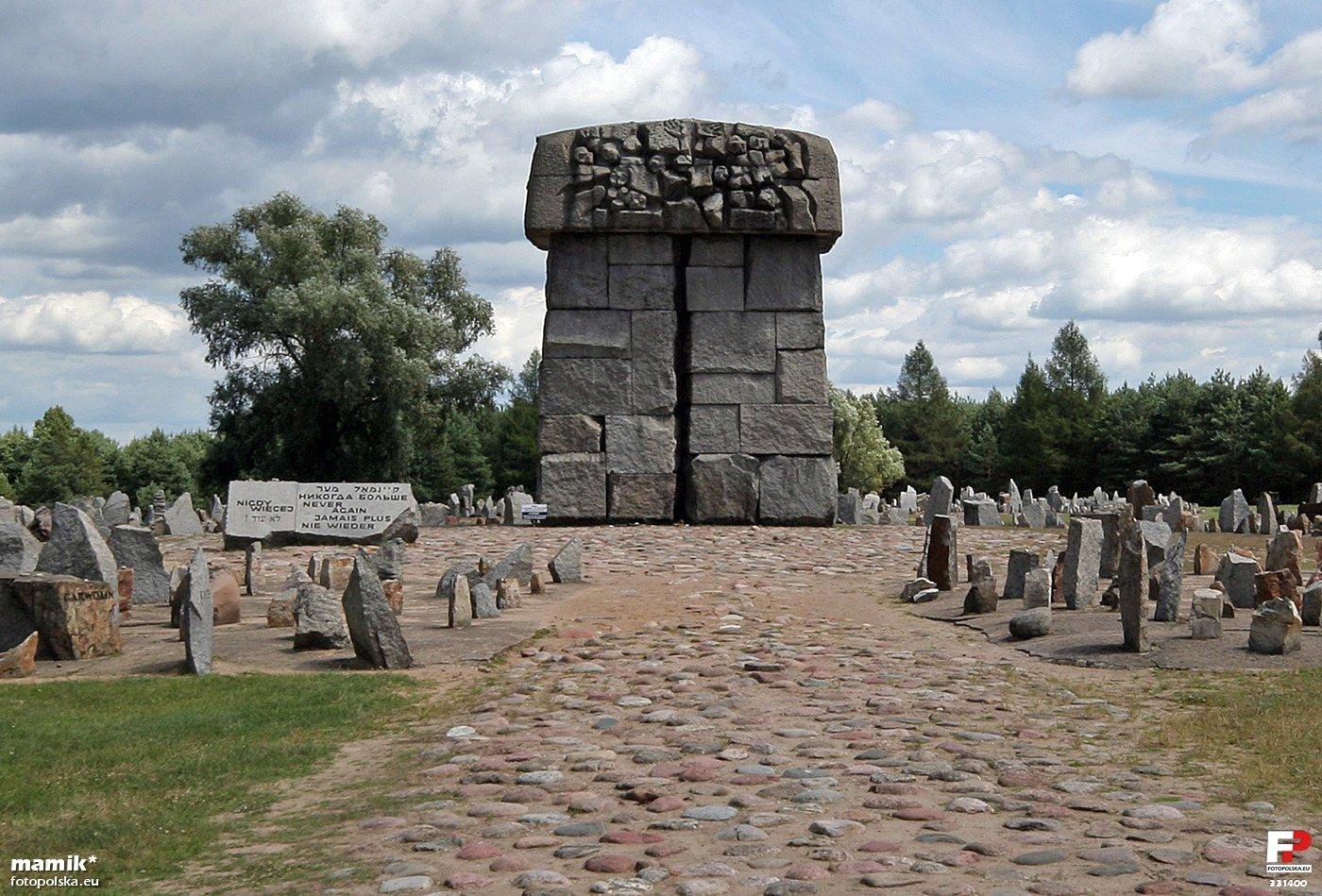
Мемориал в Треблинке

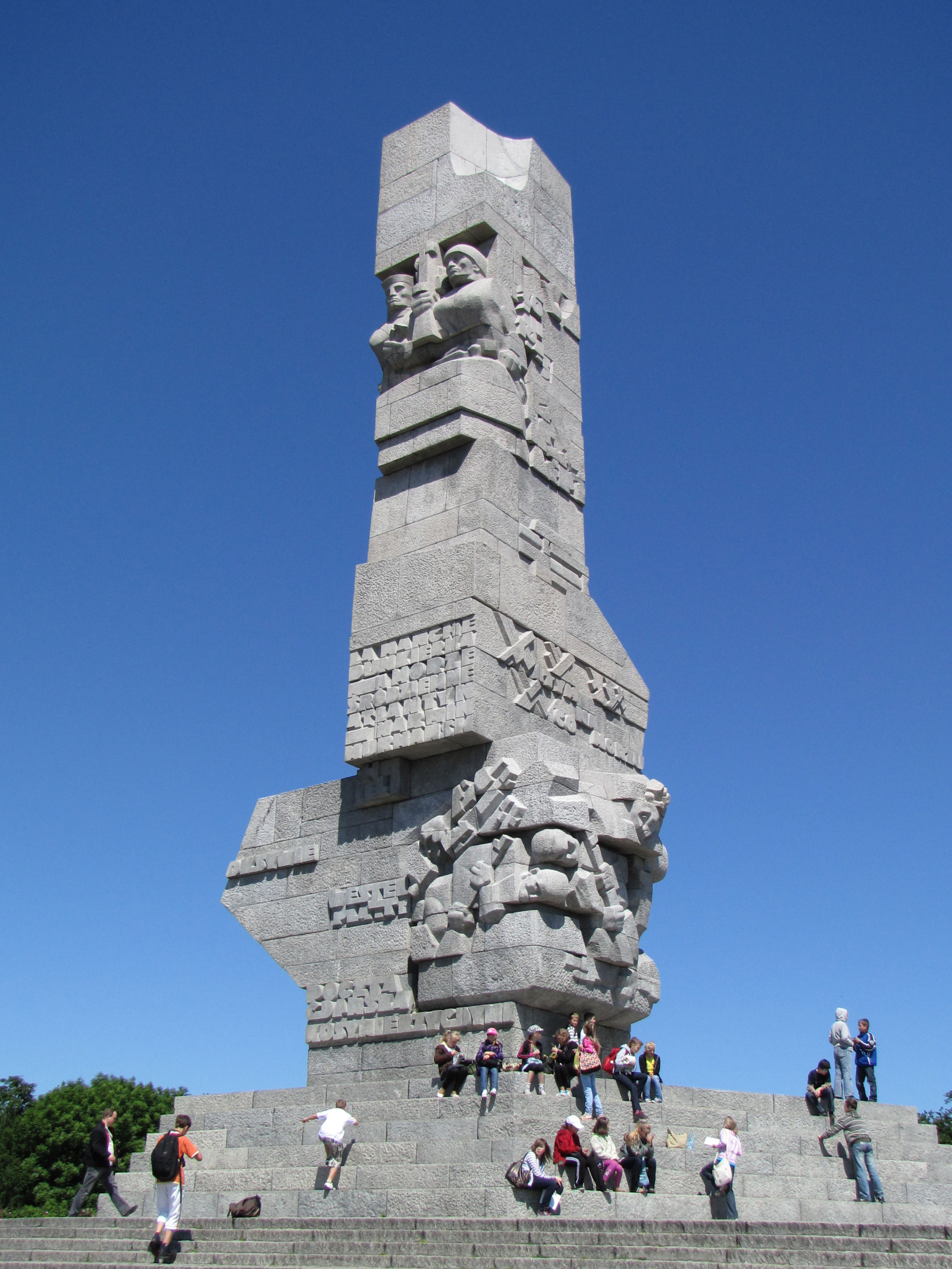
Памятник защитникам побережья

Францишек Душенько (пол. Franciszek Duszeńko; 6 апреля 1925, Городок, Грудецкого повята, Львовское воеводство Польской Республики (ныне Львовская область, Украина) — 11 апреля 2008, Гданьск, Польша) — польский скульптор, педагог, профессор, ректор Академии изящных искусств в Гданьске (1981—1987).

## Биография

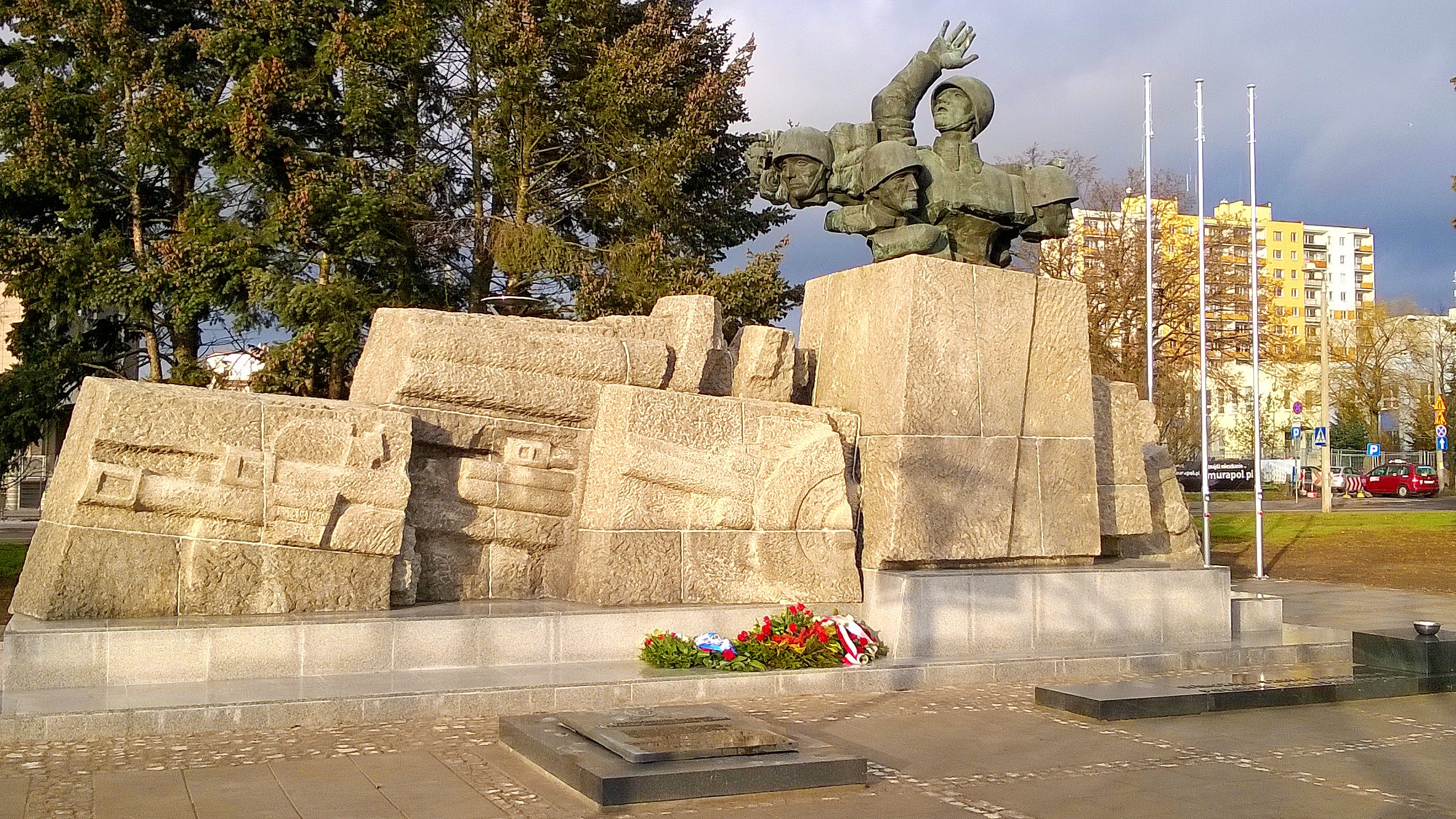
Памятник польской артиллерии в Торуне

Участник Второй мировой войны. Был связным подпольной Армии Крайовой, арестован немцами во Львове. Затем, узник нацистских концлагерей Гросс-Розен и Заксенхаузен-Ораниенбург.
До ареста в 1942—1944 годах обучался в государственном институте пластических искусств во Львове у профессора Марьяна Внука.
После окончания войны до 1952 г. продолжил учёбу в скульптурной мастерской М. Внука в высшей школе изобразительных искусств в Сопоте.
С 1950 году преподавал в Государственной Высшей школе изящных искусств в Гданьске, руководил студией на кафедре скульптуры. В 1960—1964 годах работал деканом скульптурного факультета, а в 1981—1987 годах — ректором университета. С 1987 по 1996 год возглавлял кафедру скульптуры и рисунка.
В 1952—1962 годах принимал активное участие в воссоздании скульптурных объектов Гданьска, разрушенных во время Второй мировой войны.
Среди его учеников Чеслав Гайда.

## Творчество
Автор ряда монументальных комплексов и памятников.

## Избранные работы
- Мемориал Памятник-мавзолей жертвам лагеря смерти в Треблинке (1958—1964)
- Памятник польской артиллерии в Торуне
- Памятник защитникам побережья
- Памятник Марии Конопницкой в Гданьске

## Награды
- Лауреат премии города Гданьска в области культуры (1987)